# Essel (Basse-Saxe)
Pour les articles homonymes, voir Essel.
Essel est une municipalité allemande du land de Basse-Saxe et l'arrondissement de la Lande (Heidekreis). En 2014, elle comptait 1 078 hab.

## Source
- (de) Cet article est partiellement ou en totalité issu de l’article de Wikipédia en allemand intitulé « Essel » (voir la liste des auteurs).